# Euphorbia alluaudii
Euphorbia alluaudii är en törelväxtart som beskrevs av Emmanuel Drake del Castillo. Euphorbia alluaudii ingår i släktet törlar, och familjen törelväxter. IUCN kategoriserar arten globalt som livskraftig.
Artens utbredningsområde är Madagaskar.

## Underarter
Arten delas in i följande underarter:
- E. a. alluaudii
- E. a. oncoclada

## Bildgalleri

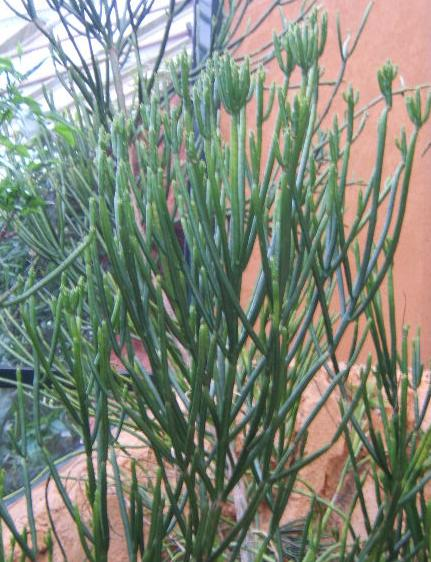
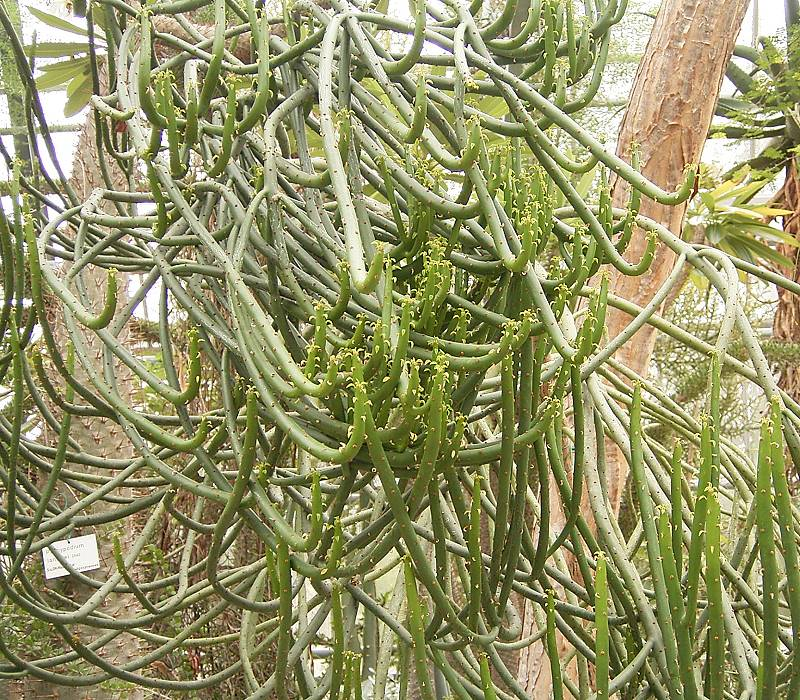
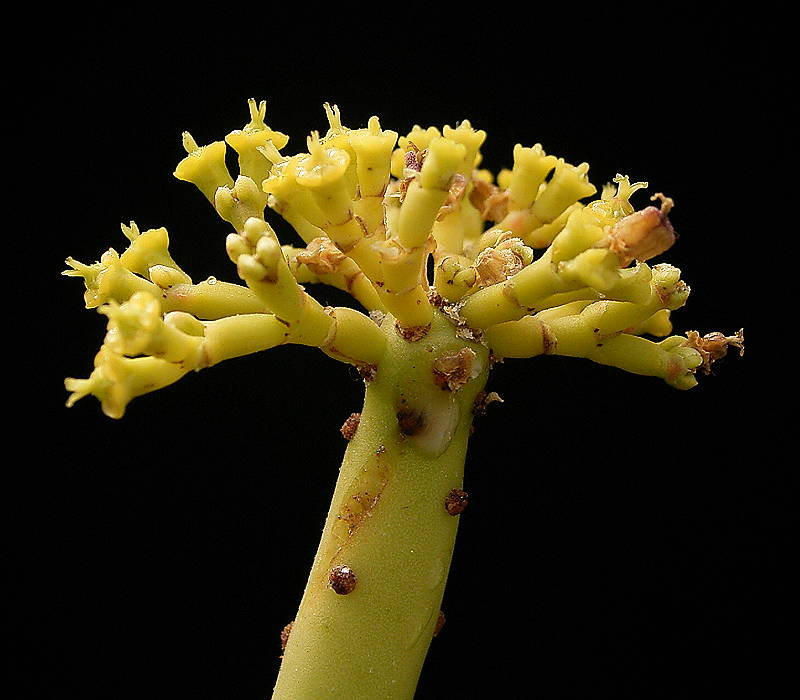
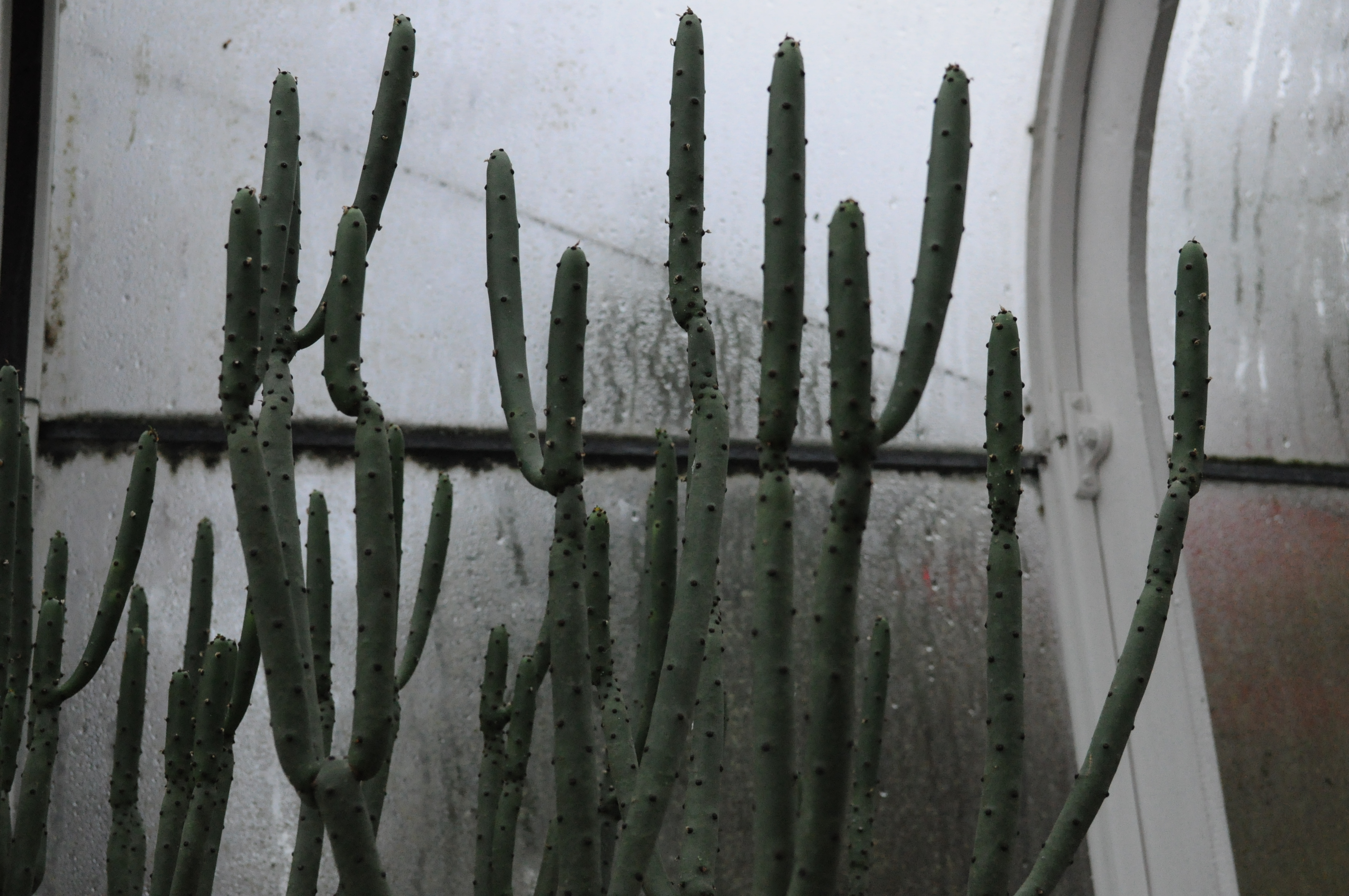